# 海隣寺町
海隣寺町（かいりんじまち）は、千葉県佐倉市の町丁。郵便番号285-0013。

## 地理
北は山崎、東は栄町、南東は鏑木町、南は並木町、南西は鏑木町、西は田町に隣接している。

## 世帯数と人口
2017年（平成29年）10月31日現在の世帯数と人口は以下の通りである。
| 町丁     | 世帯数 | 人口  |
| -------- | ------ | ----- |
| 海隣寺町 | 58世帯 | 117人 |

## 小・中学校の学区
市立小・中学校に通う場合、学区は以下の通りとなる。
| 地域 | 地域         | 小学校             | 中学校             |
| ---- | ------------ | ------------------ | ------------------ |
| 全域 | 1～7         | 佐倉市立佐倉小学校 | 佐倉市立佐倉中学校 |
| 全域 | 8の2         | 佐倉市立佐倉小学校 | 佐倉市立佐倉中学校 |
| 全域 | 9の2         | 佐倉市立佐倉小学校 | 佐倉市立佐倉中学校 |
| 全域 | 10の1～10の3 | 佐倉市立佐倉小学校 | 佐倉市立佐倉中学校 |
| 全域 | 10の5        | 佐倉市立佐倉小学校 | 佐倉市立佐倉中学校 |
| 全域 | 11～18の1    | 佐倉市立佐倉小学校 | 佐倉市立佐倉中学校 |
| 全域 | 18の3～18の5 | 佐倉市立佐倉小学校 | 佐倉市立佐倉中学校 |
| 全域 | 19           | 佐倉市立佐倉小学校 | 佐倉市立佐倉中学校 |
| 全域 | 21～109      | 佐倉市立佐倉小学校 | 佐倉市立佐倉中学校 |
| 全域 | 20           | 佐倉市立内郷小学校 | 佐倉市立佐倉中学校 |

## 施設
- 佐倉市役所
- 佐倉郵便局
- 田町会館
- 海隣寺
- 愛宕神社

## 交通

### 道路
- 国道
  - 国道296号